# Konvikt, Rakovnik
Konvikt je zgradba, ki se nahaja ob Cerkvi Marije Pomočnice in Rakovniški graščini na Rakovniku (Ljubljana). 
Trenutno se v zgradbi nahajajo: župnišče Župnije Ljubljana - Rakovnik, Mladinski center Rakovnik in Študentski dom Rakovnik.

## Zgodovina
Leta 1907 se je pričela gradnja zgradbe po načrtih italijanskega arhitekta Maria Ceradinija. Že leta 1909 se je v zgradbo naselila ljudska šola, po koncu prve svetovne vojne pa so v zgradbi pričele delovati obrtne šole. Leta 1936 so zaprli obrtne šole in ustanovili tiskarno. Med drugo svetovno vojno je v zgradbi delovala II. državna moška realna gimnazija, nato pa je po vojni zgradbo zasegla JLA; do leta 1952 je zgradbo uporabljala kot vojašnico, zapore in taborišče za vojne ujetnike. Leta 1952 so zgradbo ponovno namenili za gimnazijo, ki je tu ostala le do leta 1958, ko se je v zgradbo naselila Osnovna šola Oskar Kovačič. Tudi osnovna šola je delovala le krajši čas (do leta 1963), nato pa je zgradbo prevzela tekstilna tovarna Angora. Slednja je tu ostala do leta 2001, ko je bila zgradba denacionalizirana in vrnjena salezijancem.
Po vrnitvi so salezijanci sprva prenovi stavbo, ki je bila zaradi različnih namenov in slabega vzdrževanja v slabem stanju; prenovo zgradbe je načrtoval arhitekt Andrej Mlakar.